# Dalok a második emeletről
A Dalok a második emeletről (eredeti címe: Sånger från andra våningen) 2000-ben bemutatott svéd fekete humorú vígjátékdráma, amelyet Roy Andersson írt és rendezett. A produkció főbb szerepeiben Lars Nordh, Stefan Larsson, Bengt C.W. Carlsson és Torbjörn Fahlström. 2000. májusában mutatták be először a cannes-i filmfesztiválon, ahol elnyerte a zsűri díját. Svédországban 2000. október 6-tól volt megtekinthető a mozikban. Magyarországon először a 2000-es Titanic International Filmpresence Filmfesztiválon volt látható október 12-én. A magyar nagyközönségnek 2001. december 13-tól vetítették a mozikban.

## Történet
A film több párhuzamos történeti síkon fut, amelyeket Kalle személye tart össze. Az egyikben Pelle felettese, Lennart közli, hogy itt az ideje az elbocsátásoknak. Lennart még csak nem is látható Pelle számára, aki engedelmesen és érezhetően megfélemlítve fogadja az utasításokat. Röviddel ezután Lasse az elbocsátások egyikévé válik, végigmászik az irodaépület folyosóján, és Pelle lábába kapaszkodik. Egy másik jelenetben Kalle éppen felgyújtotta bútorboltját, hogy begyűjtse a biztosítási pénzt. Kétségbe van esve, és tudja, hogy nem fog sikerülni az átverése. Ráadásul a fia, Tomas, aki a versírástól megőrült, a pszichiátrián van.

## Szereplők
| Szerep                | Színész             | Magyar hangja  |
| --------------------- | ------------------- | -------------- |
| Kalle                 | Lars Nordh          | Koroknay Géza  |
| Stefan                | Stefan Larsson      | Barát Attila   |
| Lennart               | Bengt C.W. Carlsson | Bicskey Lukács |
| Pelle Wigert          | Torbjörn Fahlström  | Szersén Gyula  |
| Lasse                 | Sten Andersson      | Dengyel Iván   |
| a bevándorló          | Rolando Núñez       | Katona Zoltán  |
| a bűvész              | Lucio Vucina        | Sallai Tibor   |
| a szétfűrészelt ember | Per Jörnelius       | n.a            |
| Tomas                 | Peter Roth          | n.a            |
| a beszédíró           | Klas-Gösta Olsson   | n.a            |
| páciens               | Nils-Ake Eriksson   | n.a            |
| Mia                   | Hanna Eriksson      | n.a            |
| Uffe                  | Tommy Johansson     | Imre István    |
| Sven                  | Sture Olsson        | Holl János     |
| az orosz fiú          | Fredrik Sjögren     | Kapácsy Miklós |

## Fogadtatás

### Kritikai visszhang
A film jó visszhangot váltott ki. A Rotten Tomatoeson 89%-os minősítést ért el 35 értékelés alapján. Mark Caro a Chicago Tribune-től azt írta: „Zseniális, abszurd vinyetták gyűjteménye, amelyek a maguk sajátos módján összefoglalják az új évezred életének különös borzalmait.” Roger Ebert azt írta: „Talán nem fogod élvezni, de elfelejteni sem.” Desson Thomson a Washington Posttól azt írta: „Furcsa, vicces, csavaros, zseniális és hátborzongató.”
A Metacritic 77 pontot adott a 100-ból 15 vélemény alapján. Jack Mathews a New York Daily News-tól azt írta: „A Dalok egy élvezet. Ez egy vizuális lakoma és gyakran vicces.” J. Hoberman a Village Voice-tól azt írta: „A Jacques Tati-szerű hangszerelés és az időnként előforduló látványos gegek ellenére a játék nem okoz igazi örömet - Dalok a második emeletről inkább abszurd, mint vicces.”

### Bevételi adatok
A Box Office Mojo szerint a film 80 ezer dolláros bevételt ért el, a költségvetésről nincs adat.

## Fontosabb díjak és jelölések
| Esemény                        | Díj                                                     | Kategória                                               | Eredmény |
| ------------------------------ | ------------------------------------------------------- | ------------------------------------------------------- | -------- |
| 2000-es cannes-i filmfesztivál | Arany Pálma                                             | Arany Pálma                                             | Jelölve  |
| 2000-es cannes-i filmfesztivál | Zsűri díja (megosztva a Takhté siah című iráni filmmel) | Zsűri díja (megosztva a Takhté siah című iráni filmmel) | Elnyerte |
| 2001-es Guldbagge-díjkiosztó   | Guldbagge-díj                                           | Legjobb film                                            | Elnyerte |
| 2001-es Guldbagge-díjkiosztó   | Guldbagge-díj                                           | Legjobb rendező                                         | Elnyerte |
| 2001-es Guldbagge-díjkiosztó   | Guldbagge-díj                                           | Legjobb forgatókönyv                                    | Elnyerte |
| 2001-es Guldbagge-díjkiosztó   | Guldbagge-díj                                           | Legjobb operatőr                                        | Elnyerte |
| 2001-es Guldbagge-díjkiosztó   | Guldbagge-díj                                           | Különdíj – Jan Alvermark                                | Elnyerte |